# Michele Marchio
Michele Marchio (Andria, 28 febbraio 1929 – Roma, 21 agosto 1990) è stato un politico e avvocato italiano.

## Biografia
Avvocato, esponente del Movimento Sociale Italiano. Viene eletto alla Camera dei Deputati nel 1972, restando in carica fino al 1976.
Alle elezioni politiche del 1979 viene eletto col MSI al Senato, confermando il proprio seggio anche nel 1983. Conclude il mandato parlamentare nel 1987
Muore a Roma all'età di 61 anni, nell'estate del 1990.